# Greg Nicotero
Gregory Nicotero (Pittsburgh, 15 marzo 1963) è un truccatore, effettista, regista e produttore televisivo statunitense.

## Biografia
Nicotero afferma di avere iniziato ad appassionarsi agli effetti speciali dopo aver visto il film Lo Squalo (1975). 'Continuavo a pensare "Come diamine lo hanno fatto?! Come hanno costruito uno squalo che potesse mangiare delle persone?!' Quindi, tra quel film, L'esorcista (1973), Il pianeta delle scimmie (1968), ed ovviamente tutti i film horror della Universal [...] Credo che Lo Squalo, e successivamente Zombi (1978) siano i due film che mi hanno fatto avvicinare di più a questo mondo."
Gregory Nicotero iniziò la sua carriera a Pittsburgh, in Pennsylvania, imparando l'arte del trucco prostetico, da Tom Savini, un gigante degli effetti speciali e del trucco prostetico, e aiutandolo nei film diretti da George A. Romero. Il suo primo incarico importante nell'ambito degli effetti speciali è stato il film di George A. Romero Il giorno degli zombi (titolo originale: Day of the Dead, 1985), dove lavorò sotto la tutela di Tom Savini e dello stesso Romero. Mentre lavorava a questo film, incontrò Howard Berger, che sarebbe poi diventato suo cofondatore della KNB EFX Group, fondata nel 1988 con Robert Kurtzman, avendo deciso i tre di lavorare in proprio. 
Nel 1988, insieme a Robert Kirtzman e Howard Berger, ha fondato il KNB EFX Group, uno studio specializzato in trucco prostetico ed effetti speciali che ha lavorato su più di 400 film e progetti televisivi. Il KNB ha vinto numerosi premi, tra cui un Emmy Award nel 2001 per il loro lavoro sulla miniserie di fantascienza Dune: Il Destino dell'Universo (Frank Herbert's Dune, 2000) ed un Academy Award nel 2006 per i makeup eseguiti nel film Le cronache di Narnia - Il leone, la strega e l'armadio (2005).
Ha successivamente lavorato come truccatore e curatore degli effetti speciali nel film Predators (2010).
Dal 2010 al 2022 ha lavorato come supervisore del trucco, coproduttore esecutivo e occasionalmente direttore della serie televisiva di successo The Walking Dead, dove ha anche recitato in alcuni cameo in veste di zombie. Ha partecipato al Comic-Con di San Diego in rappresentanza dello show. Ha lavorato come produttore esecutivo, supervisore di trucco prostetico, e direttore principale delle due serie The Walking Dead e Fear the Walking Dead. Nicotero ha diretto più di 30 episodi di The Walking Dead ed è il creatore della serie web The Walking Dead: Torn Apart.

## Filmografia

### Trucco ed effetti speciali
- Il giorno degli zombi (Day of the Dead), regia di George A. Romero (1985)
- La casa 2 (Evil Dead II), regia di Sam Raimi (1987)
- Creepshow 2, regia di Michael Gornick (1987)
- Predator, regia di John McTiernan (1987)
- Monkey Shines - Esperimento nel terrore (Monkey Shines - An Experiment in Fear), regia di George A. Romero (1988)
- Fantasmi II (Phantasm II), regia di Don Coscarelli (1988)
- Terrore senza volto (Intruder), regia di Scott Spiegel (1989)
- Nightmare 5 - Il mito (A Nightmare on Elm Street 5: The Dream Child), regia di Stephen Hopkins (1989)
- La casa 7 (The Horror Show), regia di James Isaac (1989)
- Creatura degli abissi (Deep Star Six), regia di Sean S. Cunningham (1989)
- Halloween 5 - La vendetta di Michael Myers (Halloween 5: The Revenge of Michael Myers), regia di Dominique Othenin-Girard (1989)
- Non aprite quella porta 3, regia di Claudio Fragasso (1990)
- I delitti del gatto nero (Tales from the Darkside: The Movie), regia di John Harrison (1990)
- Re-Animator 2 (Bride of Re-animator), regia di Brian Yuzna (1990)
- Scappatella con il morto (Sibling Rivalry), regia di Carl Reiner (1990)
- Misery non deve morire (Misery), regia di Rob Reiner (1990)
- Balla coi lupi (Dances with Wolves), regia di Kevin Costner (1990)
- La casa nera (The People Under the Stairs), regia di Wes Craven (1990)
- L'armata delle tenebre (Army of Darkness), regia di Sam Raimi (1992)
- Come difendersi dalla mamma (Ed and his Dead Mother), regia di Jonathan Wacks (1993)
- Body Bags - Corpi estranei (Body Bags), regia di John Carpenter e Tobe Hooper – film TV (1993)
- Jason va all'inferno (Jason Goes to Hell: The Final Friday), regia di Adam Marcus (1993)
- Pulp Fiction, regia di Quentin Tarantino (1994)
- Nightmare - Nuovo incubo (Wes Craven's New Nightmare), regia di Wes Craven (1994)
- Vampiro a Brooklyn (Vampire in Brooklyn), regia di Wes Craven (1995)
- Il seme della follia (In the Mouth of Madness), regia di John Carpenter (1995)
- Il signore delle illusioni (Clive Barker's Lord of Illusions), regia di Clive Barker (1995)
- Mai con uno sconosciuto (Never Talk to Strangers), regia di Peter Hall (1995)
- Dal tramonto all'alba (From Dusk Till Dawn), regia di Robert Rodriguez (1996)
- Scream, regia di Wes Craven (1996)
- L'eliminatore - Eraser (Eraser), regia di Chuck Russell (1996)
- DNA. Una storia che non deve accadere (DNA), regia di William Mesa (1997)
- Spawn, regia di Mark A.Z. Dippé (1997)
- Boogie Nights - L'altra Hollywood (Boogie Nights), regia di Paul Thomas Anderson (1997)
- Wishmaster - Il signore dei desideri (Wishmaster), regia di Robert Kurtzman (1997)
- Scream 2, regia di Wes Craven (1997)
- Vampires (John Carpenter's Vampires), regia di John Carpenter (1998)
- Cose molto cattive (Very Bad Things), regia di Peter Berg (1998)
- The Faculty, regia di Robert Rodriguez (1998)
- Dal tramonto all'alba 2 - Texas, sangue e denaro (From Dusk till Dawn 2: Texas Blood Money), regia di Scott Spiegel (1999)
- Haunting - Presenze (The Haunting), regia di Jan de Bont (1999)
- Il mistero della casa sulla collina (House on Haunted Hill), regia di William Malone (1999)
- Il miglio verde (The Green Mile), regia di Frank Darabont (1999)
- Dal tramonto all'alba 3 - La figlia del boia (From Dusk Till Dawn 3: The Hangman's Daughter), regia di P.J. Pesce (2000)
- Ho solo fatto a pezzi mia moglie (Picking Up the Pieces), regia di Alfonso Arau (2000)
- The Cell - La cellula (The Cell), regia di Tarsem Singh (2000)
- Unbreakable - Il predestinato (Unbreakable), regia di M. Night Shyamalan (2000)
- Little Nicky - Un diavolo a Manhattan (Little Nicky), regia di Steven Brill (2000)
- Dune - Il destino dell'universo (Frank Herbert's Dune) – miniserie TV (2000)
- Spy Kids, regia di Robert Rodriguez (2001)
- Animal (The Animal), regia di Luke Greenfield (2001)
- Mulholland Drive, regia di David Lynch (2001)
- Fantasmi da Marte (Ghosts of Mars), regia di John Carpenter (2001)
- I tredici spettri (Thir13en Ghosts), regia di Steve Beck (2001)
- Vanilla Sky, regia di Cameron Crowe (2001)
- Evolution, regia di Ivan Reitman (2001)
- The Time Machine, regia di Simon Wells (2002)
- Minority Report, regia di Steven Spielberg (2002)
- Austin Powers in Goldmember, regia di Jay Roach (2002)
- Il cacciatore delle tenebre (Vampires: Los Muertos), regia di Tommy Lee Wallace (2002)
- Le regole dell'attrazione (The Rules of Attraction), regia di Roger Avary (2002)
- Bubba Ho-Tep - Il re è qui (Bubba Ho-Tep), regia di Don Coscarelli (2002)
- Non aprite quella porta (The Texas Chainsaw Massacre), regia di Marcus Nispel (2003)
- Hulk, regia di Ang Lee (2003)
- Identità, regia di James Mangold (2003)
- C'era una volta in Messico (Once Upon a Time in Mexico), regia di Robert Rodriguez (2003)
- Kill Bill: Volume 1, regia di Quentin Tarantino (2003)
- Kill Bill: Volume 2, regia di Quentin Tarantino (2004)
- Lemony Snicket - Una serie di sfortunati eventi (Lemony Snicket's A Series of Unfortunate Events), regia di Brad Silberling (2004)
- Ray, regia di Taylor Hackford (2004)
- Masters of Horror – serie TV, 13 episodi (2005-2007)
- Cursed - Il maleficio (Cursed), regia di Wes Craven (2005)
- Dominion: Prequel to the Exorcist, regia di Paul Schrader (2005)
- Amityville Horror (The Amityville Horror), regia di Andrew Douglas (2005)
- Le avventure di Sharkboy e Lavagirl in 3-D (The Adventures of Sharkboy and Lavagirl in 3-D), regia di Robert Rodriguez (2005)
- La terra dei morti viventi (Land of the Dead), regia di George A. Romero (2005)
- The Island, regia di Michael Bay (2005)
- Serenity, regia di Joss Whedon (2005)
- Hostel, regia di Eli Roth (2005)
- Le cronache di Narnia - Il leone, la strega e l'armadio (The Chronicles of Narnia: The Lion, the Witch and the Wardrobe), regia di Andrew Adamson (2005)
- Sin City, regia di Robert Rodriguez (2005)
- Poseidon, regia di Wolfgang Petersen (2006)
- Casino Royale, regia di Martin Campbell (2006)
- Le colline hanno gli occhi (The Hills Have Eyes), regia di Alexandre Aja (2006)
- Non aprite quella porta - L'inizio (The Texas Chainsaw Massacre: The Beginning), regia di Jonathan Liebesman (2006)
- Le colline hanno gli occhi 2 (The Hills Have Eyes 2), regia di Martin Weisz (2007)
- Grindhouse - A prova di morte (Grindhouse), regia di Quentin Tarantino (2007)
- Grindhouse - Planet Terror (Grindhouse), regia di Robert Rodriguez (2007)
- Hostel: Part II, regia di Eli Roth (2007)
- I segni del male (The Reaping), regia di Stephen Hopkins (2007)
- Spider-Man 3, regia di Sam Raimi (2007)
- Disturbia, regia di D.J. Caruso (2007)
- Transformers, regia di Michael Bay (2007)
- Underdog - Storia di un vero supereroe (Underdog), regia di Frederik Du Chau (2007)
- Le cronache dei morti viventi (Diary of the Dead), regia di George A. Romero (2007)
- The Mist, regia di Frank Darabont (2007)
- Le cronache di Narnia - Il principe Caspian (The Chronicles of Narnia: Prince Caspian), regia di Andrew Adamson (2008)
- Riflessi di paura (Mirrors), regia di Alexandre Aja (2008)
- Il mai nato (The Unborn), regia di David S. Goyer (2009)
- The Horsemen (Horsemen), regia di Jonas Åkerlund (2009)
- L'ultima casa a sinistra (The Last House on the Left), regia di Dennis Iliadis (2009)
- Drag Me to Hell, regia di Sam Raimi (2009)
- Bastardi senza gloria (Inglourious Basterds), regia di Quentin Tarantino (2009)
- Jennifer's Body, regia di Karyn Kusama (2009)
- Nemico pubblico - Public Enemies (Public Enemies), regia di Michael Mann (2009)
- The Final Destination 3D (The Final Destination), regia di David R. Ellis (2009)
- Survival of the Dead - L'isola dei sopravvissuti (Survival of the Dead), regia di George A. Romero (2009)
- Codice Genesi (The Book of Eli), regia di Albert e Allen Hughes (2010)
- Fuori Controllo (Edge of Darkness), regia di Martin Campbell (2010)
- Predators, regia di Nimród Antal (2010)
- The Pacific – miniserie TV, 6 episodi (2010)
- The Walking Dead – serie TV, 177 episodi (2010-2022)
- Piranha 3D, regia di Alexandre Aja (2010)
- The Ward - Il reparto (The Ward), regia di John Carpenter (2010)
- Il ragazzo che gridava al lupo... Mannaro (The Boy Who Cried Werewolf), regia di Eric Bross – film TV (2010)
- Sono il Numero Quattro (I Am Number Four), regia di D.J. Caruso (2011)
- Come l'acqua per gli elefanti (Water for Elephants), regia di Francis Lawrence (2011)
- Fright Night - Il vampiro della porta accanto (Fright Night), regia di Craig Gillespie (2011)
- Breaking Bad – serie TV, 3 episodi (2011-2012)
- The Grey, regia di Joe Carnahan (2012)
- L'incredibile vita di Timothy Green (The Odd Life of Timothy Green), regia di Peter Hedges (2012)
- 7 psicopatici (Seven Psychopaths), regia di Martin McDonagh (2012)
- Le belve (Savages), regia di Oliver Stone (2012)
- Django Unchained, regia di Quentin Tarantino (2012)
- L'uomo con i pugni di ferro (The Man with the Iron Fists), regia di RZA (2012)
- Il grande e potente Oz (Oz the Great and Powerful), regia di Sam Raimi (2013)
- Facciamola finita (This Is the End), regia di Evan Goldberg e Seth Rogen (2013)
- The Green Inferno, regia di Eli Roth (2013)
- Non aprite quella porta 3D (Texas Chainsaw 3D), regia di John Luessenhop (2013)
- Lone Survivor, regia di Peter Berg (2013)
- Hemlock Grove – serie TV, 13 episodi (2013)
- The Interview, regia di Evan Goldberg e Seth Rogen (2014)
- Annabelle, regia di John R. Leonetti (2014)
- The Divergent Series: Insurgent, regia di Robert Schwentke (2015)
- Fear the Walking Dead – serie TV, 113 episodi (2015-2023)
- The Hateful Eight, regia di Quentin Tarantino (2015)
- Suicide Squad, regia di David Ayer (2016)
- Boston - Caccia all'uomo (Patriots Day), regia di Peter Berg (2016)
- Amityville - Il risveglio (Amityville: The Awakening), regia di Franck Khalfoun (2017)
- Preacher – serie TV, 26 episodi (2017-2018)
- Alpha - Un'amicizia forte come la vita (Alpha), regia di Albert Hughes (2018)
- Alita - Angelo della battaglia (Alita: Battle Angel), regia di Robert Rodriguez (2019)
- Captive State, regia di Rupert Wyatt (2019)
- El Camino - Il film di Breaking Bad (El Camino: A Breaking Bad Movie), regia di Vince Gilligan (2019)
- C'era una volta a... Hollywood (Once Upon a Time in Hollywood), regia di Quentin Tarantino (2019)
- Watchmen – miniserie TV, 9 episodi (2019)
- The Walking Dead: World Beyond – serie TV, 2 episodi (2020-2021)
- Omicidio a Easttown (Mare of Easttown) – miniserie TV, 7 episodi (2021)
- Candy - Morte in Texas (Candy) – miniserie TV, 5 episodi (2022)
- Licantropus (Werewolf by Night), regia di Michael Giacchino – film TV (2022)
- The Walking Dead: Dead City – serie TV, episodio 1x03 (2023)

### Regista
- The Walking Dead: Torn Apart – serie web, 6 episodi (2012)
- The Walking Dead – serie TV, 37 episodi (2012-2022)
- The Walking Dead: Cold Storage – serie web, 4 episodi (2012)
- The Walking Dead: Red Machete – serie web, 3 episodi (2013)
- Galyntine – film TV (2014)
- Creepshow – serie TV, 12 episodi (2019-2023)
- The Walking Dead: Daryl Dixon – serie TV, episodio 2x01 (2024)

### Assistente alla regia
- Wishmaster - Il signore dei desideri (Wishmaster), regia di Robert Kurtzman (1997)
- Dal tramonto all'alba 3 - La figlia del boia (From Dusk Till Dawn 3: The Hangman's Daughter), regia di P.J. Pesce (2000)
- La terra dei morti viventi (Land of the Dead), regia di George A. Romero (2005)
- The Mist, regia di Frank Darabont (2007)
- The Walking Dead – serie TV, 5 episodi (2010-2013)

### Attore
- Il giorno degli zombi (Day of the Dead), regia di George A. Romero (1985)
- Terrore senza volto (Intruder), regia di Scott Spiegel (1989)
- Body Bags - Corpi estranei (Body Bags), regia di John Carpenter e Tobe Hooper – film TV (1993)
- Dal tramonto all'alba (From Dusk Till Dawn), regia di Robert Rodriguez (1996)
- La terra dei morti viventi (Land of the Dead), regia di George A. Romero (2005)
- Le colline hanno gli occhi (The Hills Have Eyes), regia di Alexandre Aja (2006)
- Le cronache dei morti viventi (Diary of the Dead), regia di George A. Romero (2007)
- Piranha 3D, regia di Alexandre Aja (2010)
- Captive State, regia di Rupert Wyatt (2019)

### Stuntman
- Dal tramonto all'alba (From Dusk Till Dawn), regia di Robert Rodriguez (1996)